# Геровський Георгій Юліанович
Геровський Георгій Юліанович (нар. 6 жовтня 1886, Львів — 5 лютого 1959, Пряшів) — етнограф та лінгвіст.

## Життєпис
Георгій Геровський — син громадського діяча Юліяна Геровського та онук Адольфа Добрянського. Дитячі роки провів селі Чертіж, початкову освіту здобув у німецькій гімназії Інсбрука, вищу — у Чернівецькому університеті.
Спеціалізацією Геровського була славістика та індо-європейська лінгвістика, пізніше він продовжив свою освіту в Лейпцизькому університеті. Його активна громадська і політична діяльність привернула увагу австрійської поліції, й у 1913 році разом з братом Олексієм та матір'ю, Георгій Геровський був заарештований та звинувачений у державній зраді. У 1914 році йому та брату вдалося втекти з-під арешту до Росії, хоча його мати залишилася у в'язниці, де пізніше померла (або була вбита)[джерело?].
У Росії Георгій Геровський служив у армії під час Першої світової війни, після Лютневої революції переїхав до Саратова. Від відхилив пропозиції нової влади очолити кафедру слов'янознавства та працював спочатку шкільним вчителем а пізніше — бібліотекарем у Саратовському університеті. Невдовзі прийняв запрошення брата (що на той часом проживав у Чехословаччині) та переїхати до Закарпаття, чехословацьке громадянство він так і не отримав.

### На Закарпатті
Все подальше життя Георгія Геровського було пов'язано з Підкарпатською Руссю, як офіційно називалося Закарпаття складі Чехословаччини. Його погляди спричинили гострий конфлікт з багатьма місцевими діячами, він був позбавлений можливості викладати та декілька разів потрапляв під домашній арешт. Не маючи змоги вести викладацьку діяльність, він почав етнографічні дослідження, отримавши спеціальне доручення від чеської Академії наук. Кілька років він вивчав закарпатські говірки, що відобразилося у його головній праці «Мова Підкарпатської Руси».

#### Мова Підкарпатської Русі
Ця робота була результатом багатолітніх досліджень говірок краю. Хоч і поділяючи стару концепцію Соболевського про єдність усіх східнослов'янських мов, які розглядалися як варіанти однієї, Геровський дав повний та професійний аналіз народної мови Закарпаття. Він відзначив її спільні риси з іншими українськими говірками та східнослов'янськими мовами так само як і самобутні властивості. Йому також належить одна з перших спроб внутрішньої класифікації закарпатського діалекту, який він розділив на групи, виходячи з таких сталих особливостей як наголос та доля давноруських фонем. Його стислий нарис, супроводжений прикладами народної мови, записаними у різних селищах краю за допомогою особливого фонетичного правопису, не втратив наукової актуальності і зараз. Крім того, в роботі простежена історія літературної мови Закарпаття у всіх її різновидах, супроводжена численними прикладами та витягами.

### Останні роки життя
Під час угорської окупації Закарпаття Геровський продовжував працювати, хоча потрапив під нагляд угорської поліції та був на короткий час заарештований. Його було обрано головою правління Підкарпатської академії наук. У той час він написав, зокрема, рецензію на роботу Володимира Бирчака. Але із встановленням радянської влади навіть така робота стала неможливою. Георгій Геровський потрапив під нагляд НКВС, його викликали на допит. Вдома у нього було проведено обшук, під час якого зникла бібліотека з рідкісними книгами та документами, яку Георгій Геровський збирав багато років. Розуміючи неможливість подальшої роботи в СРСР і побоюючись за свою свободу, Геровський запросив дозвіл на чехословацьке громадянство, та отримавши його, виїхав у Пряшів, де провів останні роки свого життя, працюючи в Пряшевському університеті. У ці роки він продовжував етнографічні дослідження, навіть брав участь у створенні альманаху «Пряшівщина», але його діяльність була значно обмежена комуністичною цензурою ЧСР.
Помер Георгій Геровський у Пряшеві, де і був похований.